# Університетська бібліотека імені Светозара Марковича
Університетська бібліотека імені Светозара Марковича (серб. Универзитетска библиотека Светозар Марковић) — велика наукова бібліотека у структурі Белградського університету, розташована на бульварі короля Олександра у Белграді (Сербія).

## Історія
Вперше бібліотека відкрилася ще 1844 року при Белградському ліцеї, який у той час був найбільшим навчальним закладом Князівства Сербія. Книжки збиралися тут зі всієї країни коштом пожертвувань благодійників. Відповідно до статуту ліцею, посаду бібліотекаря повинен був обіймати один із ліцейських професорів, зокрема першим бібліотекарем став доктор Янко Шафарик, філолог і викладач історії. Станом на 1850 рік, бібліотека налічувала вже 927 книжок.
Коли 1863 року ліцей реорганізували у Вищу школу, у бібліотеці залишили тільки спеціальну освітню літературу, тоді як всі інші книги були перевезені до Національної бібліотеки Сербії. 1905 року на базі Вищої школи сформувався Белградський університет, і бібліотеку взагалі ліквідували — найцінніші книжки при цьому розійшлися по різних факультетах. Незабаром керівництво все ж визнало необхідність створення загальної університетської бібліотеки, проте у той час цьому не судилося здійснитися через початок Першої світової війни. Після війни деякий час бібліотека розташовувалася у будівлі філософського факультету та перебувала під керівництвом професора Уроша Джонича.
Сербська делегація, очолювана доктором Славком Груїчем, у Вашингтоні провела перемовини з Фондом Карнеґі, який на той момент уже профінансував будівництво багатьох бібліотек по всьому світу — в результаті фонд погодився виділити сербському уряду 100 тисяч американських доларів на зведення та облаштування повноцінної бібліотеки. Белград, таким чином, став єдиним містом із бібліотекою Карнеґі у Центральній та Східній Європі. Професор Слободан Йованович, колишній ректор університету, доклав усіх зусиль до того, щоб залучити з державного бюджету додаткові кошти на будівництво по-справжньому великої бібліотеки, яка змогла б задовольняти потреби усього навчального закладу. Місто виділило землю під будівництво, архітекторами виступили університетські професори Драгутин Джорджевич і Нікола Несторович. Це перша та єдина будівля у Сербії, збудована спеціально для потреб бібліотеки.
Офіційне відкриття бібліотеки у новій будівлі відбулося у день святих Кирила та Мефодія 24 травня 1926 року. Професор Урош Джонич зберігав за собою посаду адміністратора аж до Другої світової війни, у цьому йому допомагав комітет під головуванням доктора Павле Поповича. Були сформульовані головні принципи бібліотеки, відповідно до яких їй призначалося обслуговувати не лише студентів і професорів Белградського університету, але й усіх людей, які займаються науковою діяльністю. Під окупацією Югославії німецькими військами бібліотека не працювала, а будівлю було віддано під потреби німецької армії, хоча співробітникам установи все ж удалося зберегти значну частину книжкового фонду.
Після звільнення країни бібліотеку очолила Міліца Проданович, яка раніше працювала тут рядовою бібліотекаркою, а 1946 року установі присвоїли ім'я Светозара Марковича, на честь столітнього ювілею цього видатного сербського державного діяча. У наступні роки керівництвом впроваджувалися сучасні методи організації та обробки фондів. У співпраці з Національною бібліотекою, відповідно до правил каталогізації Асоціації бібліотекарів Сербії, був сформований громадський професійний каталог. Були підписані угоди про співпрацю, як із вітчизняними бібліотеками, так і з закордонними. Нині фонд Університетської бібліотеки включає більш ніж 1,7 млн публікацій.